# Anna Gerhardt
Anna Gerhardt (Würselen, 17 april 1998) is een voetbalspeelster uit Duitsland. Ze speelt als middenvelder voor 1. FC Köln in de Bundesliga.

## Clubcarrière
Gerhardt begon met voetballen bij SC Kreuzau in Kreuzau, Kreis Düren. Op elfjarige leeftijd stapte ze over naar de jeugdopleiding van 1. FC Köln. In het seizoen 2014/15 werd ze overgeheveld naar het eerste elftal van 1. FC Köln. Op 21 september 2014 maakte Gerhardt haar debuut in een 1-0 overwinning op 1. FFC Montabaur door in te vallen voor Rachel Rinast. In het seizoen 2015/16 promoveerde Gerhardt met 1. FC Köln naar de Bundesliga. Op 30 augustus 2015 maakte Gerhardt haar debuut in de Bundesliga. Dat seizoen degradeerde Gerhardt met 1. FC Köln terug naar de 2de Bundesliga.
Gerhadt bleef behouden op het hoogste niveau door te tekenen bij FC Bayern München. Ze tekende een contract tot medio 2018 in München. Op 4 september 2016 maakte Gerhardt haar debuut voor het tweede elftal van de club in een wedstrijd tegen TSV Crailsheim. Voor het eerste elftal debuteerde Gerhardt op 25 september 2016 in een thuiswedstrijd tegen VfL Wolfsburg door in de 66ste minuut in te vallen voor Stefanie van der Gragt. Op 10 mei 2017 maakte Gerhardt haar eerste doelpunt in de Bundesliga in een 3-0 uitoverwinning op Borussia Mönchengladbach. Gerhardt speelde uiteindelijk tot 30 juni 2019 voor FC Bayern München.
Voorafgaande aan het seizoen 2019/20 stapte Gerhardt over naar competitiegenoot 1. FFC Turbine Potsdam. In 2022 keerde ze terug bij 1. FC Köln. Voor de club uit Keulen tekende ze een contract tot medio 2025.

## Statistieken
| Seizoen | Club                   | Competitie | Competitie | Competitie | Beker | Beker | Overig | Overig | Totaal | Totaal |
| Seizoen | Club                   | Competitie | Wed.       | Dlp.       | Wed.  | Dlp.  | Wed.   | Dlp.   | Wed.   | Dlp.   |
| ------- | ---------------------- | ---------- | ---------- | ---------- | ----- | ----- | ------ | ------ | ------ | ------ |
| 2014/15 | 1. FC Köln             | Bundesliga | 19         | 5          | 3     | 2     | 0      | 0      | 22     | 7      |
| 2015/16 | 1. FC Köln             | Bundesliga | 22         | 5          | 2     | 1     | 0      | 0      | 24     | 6      |
| 2016/17 | FC Bayern München      | Bundesliga | 9          | 1          | 2     | 2     | 2      | 2      | 13     | 5      |
| 2017/18 | FC Bayern München      | Bundesliga | 0          | 0          | 0     | 0     | 0      | 0      | 0      | 0      |
| 2018/19 | FC Bayern München      | Bundesliga | 2          | 0          | 0     | 0     | 2      | 0      | 4      | 0      |
| 2019/20 | 1. FFC Turbine Potsdam | Bundesliga | 13         | 1          | 2     | 1     | 0      | 0      | 15     | 1      |
| 2020/21 | 1. FFC Turbine Potsdam | Bundesliga | 9          | 0          | 4     | 0     | 0      | 0      | 13     | 0      |
| 2021/22 | 1. FFC Turbine Potsdam | Bundesliga | 22         | 0          | 4     | 0     | 0      | 0      | 26     | 0      |
| 2022/23 | 1. FFC Turbine Potsdam | Bundesliga | 16         | 0          | 2     | 0     | 0      | 0      | 18     | 0      |
| 2023/24 | 1. FC Köln             | Bundesliga | 18         | 1          | 2     | 0     | 0      | 0      | 20     | 1      |
| Totaal  | Totaal                 | Totaal     | 138        | 12         | 19    | 7     | 4      | 2      | 161    | 21     |

Bijgewerkt t/m 26 april 2024.

## Interlandcarrière
Anna Gerhardt maakte op 30 augustus 2014 haar debuut voor Duitsland onder 17 in een 1-2 nederlaag tegen de leeftijdsgenoten van Oostenrijk. In 2015 kwalificeerde Gerhardt zich met Duitsland onder 17 voor het EK 2015. Op dit eindtoernooi reikte ze met haar land tot de halve finales.
In augustus 2019 werd Gerhardt voor het eerst opgeroepen voor Duitsland onder 19. Op 15 september 2019 maakte Gerhardt haar debuut voor deze jeugdselectie in een 2-0 overwinning op Hongarije.
Voor Duitsland onder 20 maakte Gerhardt haar debuut op 17 september in een wedstrijd tegen Zweden door in de tweede helft in te vallen voor Pia-Sophie Wolter.

## Trivia
Anna Gerhardt's broer Yannick Gerhardt is ook profvoetballer en speelt sinds het seizoen 2016/17 voor VfL Wolfsburg.